# Tele Vida
Tele Vida fue un canal de televisión abierta peruano que emitía programación religiosa evangélica. Emitía en la frecuencia 31 de la banda UHF de Lima y, más adelante, en el canal 31.1 de la TDT de Lima.

## Historia
Televida fue lanzada al aire a principios de 2000 en el canal 55 UHF de Lima. Sin embargo, en enero de 2013, se trasladó a la frecuencia 31 UHF. Su programación consistía en programas religiosos en torno al evangelismo, debido a que operaba desde una sede de la Alianza Cristiana y Misionera.
El 12 de enero de 2015, Televida cesó sus emisiones analógicas y comenzó a emitir en la televisión digital terrestre en el canal 31.1 hasta que fue adquirido por el Grupo Wong, bajo un acuerdo de la organización religiosa, y relanzada como Willax Televisión.

## Programación
- Música y vida
- Palabra de vida
- Música y vida
- Telegamarra
- Vida empresarial
- Telekids
- Vida musical
- Tele Gamarra
- La palabra de hoy